# Sport Lisboa e Benfica (calcio femminile)
Lo Sport Lisboa e Benfica, meglio noto come Benfica, è la sezione di calcio femminile dell'omonima società polisportiva portoghese con sede nella freguesia di São Domingos de Benfica della capitale Lisbona. Fondata nel dicembre 2017, ha vinto tre campionati portoghesi, una Taça de Portugal, tre Taça da Liga e due Supercoppe del Portogallo. Milita nel Campeonato Nacional de Futebol Feminino, massima serie del campionato portoghese.

## Storia
Il 12 dicembre 2017 il presidente dello Sport Lisboa e Benfica annunciò l'istituzione della sezione di calcio femminile della polisportiva. Il progetto, basato su una gestione professionistica, prevedeva l'iscrizione della squadra nel Campeonato Nacional de Promoção, secondo livello del campionato portoghese, nella stagione 2018-2019. Nonostante l'iscrizione in seconda serie, le ambizioni del club erano molto alte, puntando alla Taça de Portugal già per la stagione entrante e alla vittoria del campionato nazionale per la stagione successiva. João Marques venne scelto come allenatore e venne allestita una squadra molto competitiva, che includeva un buon numero di calciatrici brasiliane, tra le quali Geyse, talento emergente della nazionale brasiliana.
L'esordio del Benfica in campionato mostrò l'enorme divario con le sue contendenti. Alla prima giornata arrivò la vittoria sul Ponte de Frielas per 28-0, risultato che stabilì il nuovo record di vittoria più larga in una competizione senior in Portogallo, superando il record di 21-0 dello Sporting Lisbona nella Taça de Portugal 1970-1971. Il 26 gennaio 2019 questo record venne nuovamente battuto dallo stesso Benfica, che superò per 32-0 il CP Pego. In Taça de Portugal il Benfica subì la prima rete nella vittoria per 5-1 sul Marítimo nel terzo turno e la sua prima sconfitta, 1-2 in casa contro il Braga nell'andata delle semifinali. Dopo aver ribaltato il risultato nella gara di ritorno, il Benfica approdò in finale, dove il 18 maggio 2019 sconfisse per 4-0 il Valadares Gaia, conquistando la coppa nazionale, il suo primo trofeo nella stagione d'esordio. Il 29 maggio successivo conquistò la promozione in massima serie, mentre il 23 giugno conquistò il titolo di campione della seconda serie battendo nella doppia finale il Braga B.
La stagione 2019-2020 partì con la nomina di Luís Andrade come nuovo allenatore della squadra al posto di João Marques. L'8 settembre 2019 il Benfica vinse la Supercoppa del Portogallo, battendo il Braga grazie a una rete della spagnola Pauleta. Anche l'esordio nel Campeonato Nacional fu caratterizzato da una goleada: 24-0 sull'A-dos-Francos. La vittoria per 3-0 sullo Sporting Lisbona il 19 ottobre successivo venne ottenuta allo Stadio da Luz davanti a un pubblico di 12 812 persone, nuovo record di presenze per una partita di calcio femminile in Portogallo. Il 6 gennaio 2020 il Benfica vinse la prima edizione della Taça da Liga, superando in finale il Braga. La stagione venne, inizialmente, sospesa a metà marzo 2020 a causa delle restrizioni legate alla pandemia di COVID-19, per poi essere definitivamente cancellata dalla federazione portoghese (FPF), assieme a tutte le competizioni non professionistiche, senza assegnare titoli. Al Benfica, che era in testa alla classifica al momento della sospensione del campionato, venne assegnato dalla FPF il posto in UEFA Women's Champions League per la stagione seguente.
Nella stagione 2020-2021 il Benfica fece il suo esordio in Champions League, superando le qualificazioni dopo aver superato le greche del PAOK nel primo turno e le belghe dell'Anderlecht nel secondo turno. Il cammino si interruppe nei sedicesimi di finale con la doppia sconfitta contro le inglesi del Chelsea. Il 17 marzo 2021 il Benfica conquistò la Taça da Liga per la seconda volta consecutiva, superando in finale lo Sporting Lisbona. A maggio arrivò la vittoria del campionato nazionale per la prima volta, concluso con tutte le partite vinte, tranne una sconfitta contro lo Sporting Lisbona.
La stagione 2021-2022 è partita con la sconfitta nella finale di Supercoppa del Portogallo contro lo Sporting Lisbona per 2-0 il 28 agosto 2021. In Champions League il Benfica superò le qualificazioni, battendo in sequenza le israeliane del Kiryat Gat, le lussemburghesi del RFCU Lussemburgo e le olandesi del Twente, approdando alla fase a gironi del torneo. Sorteggiato nel gruppo D assieme alle francesi dell'Olympique Lione, alle tedesche del Bayern Monaco e alle svedesi dell'Häcken, il Benfica ha concluso al terzo posto con 4 punti, frutto di un pareggio all'esordio contro il Bayern e una vittoria in casa dell'Häcken.

## Allenatori
- 2018-2019  João Marques
- 2019-2020  Luís Andrade
- 2020-2021  Luís Andrade (1ª-8ª)
 Filipa Patão (9ª-23ª)
- 2021-oggi  Filipa Patão

## Palmarès
- Campionato portoghese: 5

2020-2021, 2021-2022, 2022-2023, 2023-2024, 2024-2025
- Campionato portoghese femminile di seconda divisione: 1

2018-2019
- Coppa del Portogallo femminile: 2

2018-2019, 2023-24
- Supercoppa di Portogallo: 2

2019, 2022
- Coppa di Lega portoghese: 5

2019-2020, 2020-2021, 2022-2023, 2023-2024, 2024-2025

## Statistiche e record

### Partecipazione ai campionati
| Livello | Categoria                       | Partecipazioni | Debutto   | Ultima stagione | Totale |
| ------- | ------------------------------- | -------------- | --------- | --------------- | ------ |
| 1º      | Campeonato Nacional             | 4              | 2019-2020 | 2022-2023       | 4      |
| 2º      | Campeonato Nacional de Promoção | 1              | 2018-2019 | 2018-2019       | 1      |

### Partecipazione alle coppe
| Competizione                  | Partecipazioni | Debutto   | Ultima stagione | Totale |
| ----------------------------- | -------------- | --------- | --------------- | ------ |
| Taça de Portugal              | 5              | 2018-2019 | 2022-2023       | 5      |
| Taça da Liga                  | 4              | 2019-2020 | 2022-2023       | 4      |
| Supercoppa del Portogallo     | 3              | 2019      | 2022            | 3      |
| UEFA Women's Champions League | 3              | 2020-2021 | 2022-2023       | 3      |

## Organico

### Rosa 2021-2022
Rosa, ruoli e numeri di maglia aggiornati al 7 febbraio 2022.
| N. |                        | Ruolo | Calciatrice              |
| -- | ---------------------- | ----- | ------------------------ |
| 1  | Stati Uniti (bandiera) | P     | Katelin Talbert          |
| 3  | Portogallo (bandiera)  | D     | Ana Seição               |
| 4  | Portogallo (bandiera)  | D     | Sílvia Rebelo (capitano) |
| 6  | Portogallo (bandiera)  | C     | Andreia Faria            |
| 7  | Brasile (bandiera)     | A     | Valéria Cantuário        |
| 8  | Brasile (bandiera)     | A     | Marta Cintra             |
| 9  | Brasile (bandiera)     | A     | Nycole Raysla            |
| 10 | Brasile (bandiera)     | C     | Ana Vitória              |
| 11 | Portogallo (bandiera)  | C     | Maria Negrão             |
| 13 | Portogallo (bandiera)  | D     | Lúcia Alves              |
| 14 | Portogallo (bandiera)  | D     | Carolina Correia         |
| 15 | Portogallo (bandiera)  | D     | Carole Costa             |
| 16 | Nigeria (bandiera)     | C     | Christy Ucheibe          |
| 17 | Portogallo (bandiera)  | C     | Daniela Santos           |

| N. |                       | Ruolo | Calciatrice           |
| -- | --------------------- | ----- | --------------------- |
| 18 | Portogallo (bandiera) | C     | Francisca Nazareth    |
| 19 | Portogallo (bandiera) | D     | Catarina Amado        |
| 21 | Spagna (bandiera)     | C     | Pauleta               |
| 20 | Canada (bandiera)     | A     | Cloé Lacasse          |
| 22 | Portogallo (bandiera) | A     | Amélia Silva          |
| 25 | Svezia (bandiera)     | A     | Cassandra Korhonen    |
| 26 | Islanda (bandiera)    | D     | Heiðdís Lillýardóttir |
| 28 | Romania (bandiera)    | C     | Mădălina Tătar        |
| 33 | Portogallo (bandiera) | D     | Lara Pintassilgo      |
| 35 | Portogallo (bandiera) | C     | Beatriz Cameirão      |
| 39 | Portogallo (bandiera) | P     | Carolina Vilão        |
| 71 | Portogallo (bandiera) | P     | Adriana Rocha         |
| 77 | Portogallo (bandiera) | A     | Jéssica Silva         |

### Rosa 2019-2020
| N. |                       | Ruolo | Calciatrice              |
| -- | --------------------- | ----- | ------------------------ |
| 1  | Brasile (bandiera)    | P     | Dani Neuhaus             |
| 2  | Brasile (bandiera)    | D     | Daiane Rodrigues         |
| 3  | Portogallo (bandiera) | D     | Ana Seição               |
| 4  | Portogallo (bandiera) | D     | Sílvia Rebelo (capitano) |
| 5  | Portogallo (bandiera) | C     | Raquel Infante           |
| 6  | Portogallo (bandiera) | C     | Andreia Faria            |
| 7  | Brasile (bandiera)    | A     | Darlene                  |
| 8  | Brasile (bandiera)    | C     | Patrícia Llanos          |
| 9  | Brasile (bandiera)    | A     | Geyse                    |
| 10 | Brasile (bandiera)    | C     | Ana Vitória              |
| 11 | Brasile (bandiera)    | A     | Annaysa                  |
| 13 | Portogallo (bandiera) | A     | Lúcia Alves              |
| 14 | Portogallo (bandiera) | D     | Diva Meira               |
| 15 | Brasile (bandiera)    | D     | Tayla                    |

| N. |                       | Ruolo | Calciatrice        |
| -- | --------------------- | ----- | ------------------ |
| 16 | Portogallo (bandiera) | A     | Adriana Gomes      |
| 17 | Portogallo (bandiera) | A     | Carlota Cristo     |
| 21 | Spagna (bandiera)     | C     | Pauleta            |
| 24 | Portogallo (bandiera) | D     | Inês Queiroga      |
| 35 | Portogallo (bandiera) | C     | Beatriz Cameirão   |
| 48 | Portogallo (bandiera) | C     | Daniela Santos     |
| 51 | Capo Verde (bandiera) | C     | Evy Pereira        |
| 70 | Portogallo (bandiera) | A     | Lara Pintassilgo   |
| 71 | Brasile (bandiera)    | D     | Yasmim Ribeiro     |
| 77 | Portogallo (bandiera) | D     | Tita               |
| 79 | Portogallo (bandiera) | A     | Francisca Nazareth |
|    | Portogallo (bandiera) | A     | Catarina Amado     |
|    | Canada (bandiera)     | A     | Cloé Lacasse       |
|    | Brasile (bandiera)    | A     | Nycole Raysla      |